# Caritasbrønden
Caritasbrønden er et springvand på Gammeltorv i København. Springvandet er bygget af Christian 4. i 1608 over en af byens brønde, og regnes for et af Københavns fineste mindesmærker fra renæssancen. Egentlig var der tale om en flytning og modernisering af et ældre springvand fra Frederik II's tid. Frederik lod etablerere en 6 kilometer lang vandledning af træ fra Emdrup Sø ind til Gammeltorv, og da niveauforskellen mellem søen og Gammeltorv er på 9 meter, var der tilstrækkeligt vandtryk til et springvand. Selvom det nok var til pynt, indgik brønden dog i Københavns almindelige vandforsyning.

## Udformning og symbolik
Figurgruppen er oprindeligt skåret i træ af den tyske billedskærer Statius Otto, hvorefter der blev lavet afstøbninger i bronze af Peter Hofmann i Helsingør. Figurerne forestiller næstekærligheden og barmhjertigheden, på latin "Caritas", symboliseret af en gravid moder med sine børn. Figurerne står på en søjle i et kobberkar. Kobberkaret er hævet over det nederste bassin på en stensøjle. Kvinden sprøjter vand ud af brysterne, mens den lille dreng "tisser" ned i bassinet. Under figurerne sprøjter tre delfiner vand ned i karret.
Oprindeligt var anlægget hævet ca. 1 meter over terræn, men allerede i 1634 blev kar og figurer nedsænket i den omgivende stenkumme, så den monumentale virkning gik tabt. Generalbygmester Johan Conrad Ernst rettede 1706 op på dette misforhold ved at erstatte stenkummens øvre del med et luftigt gitter, som i mindre grad ville "betage torvets dets prospekt". Ved en ny restaurering i 1781, da monumentet var "ynkelig forfaldent", blev det monteret på den nuværende piedestal af norsk marmor. På foden er indgraveret Christian VII's monogram og Københavns byvåben.
I 1859 blev Københavns Vandværk indviet, hvilket gav mulighed for større tryk i ledningerne. I den anledning blev fontænens ledninger fornyet af bronzestøber J.B. Dalhoff, der samtidig foreslog, at figuren blev erstattet af en græsk havmand, som han passende kunne levere. Det sagde Magistraten dog nej til, men Dalhoff fik alligevel udøvet censur ved at proppe de mest uanstændige huller til.
I 1890 blev springvandet hævet 2½ meter og figurgruppen yderligere ½ meter ved stadsarkitekt Ludvig Fenger, der også tilføjede en granitkumme, så det i dag er svært at forestille sig anlægget som en brønd. Delfinerne blev også opsat i 1890. I 1940 blev de tilstoppede huller genåbnet.

## Guldæblerne
På Dronningens fødselsdag springer der kobberkugler belagt med 24 karat guld i springvandet; de skal symbolisere guldæbler. Guldæblerne springer tre gange om året: På Dronningens og Kronprinsens fødselsdag samt grundlovsdag den 5. juni. Traditionen stammer fra 1700-tallet.
- Guldæblerne